# Нан-ле-Пен
Нан-ле-Пен (фр. Nans-les-Pins) — коммуна на юго-востоке Франции в регионе Прованс — Альпы — Лазурный берег, департамент Вар, округ Бриньоль, кантон Сен-Сир-сюр-Мер.
Площадь коммуны — 47,99 км², население — 3891 человек (2006) с выраженной тенденцией к росту: 4153 человека (2012), плотность населения — 87,0 чел/км².

## Население
Население коммуны в 2011 году составляло — 4141 человек, а в 2012 году — 4153 человека.
| 1962 | 1968 | 1975 | 1982 | 1990 | 1999 | 2006 | 2008 | 2011 | 2012 |
| ---- | ---- | ---- | ---- | ---- | ---- | ---- | ---- | ---- | ---- |
| 732  | 813  | 953  | 1347 | 2485 | 3159 | 3891 | 4099 | 4141 | 4153 |

Динамика населения:

## Экономика
В 2010 году из 2409 человек трудоспособного возраста (от 15 до 64 лет) 1646 были экономически активными, 763 — неактивными (показатель активности 68,3 %, в 1999 году — 71,4 %). Из 1646 активных трудоспособных жителей работали 1483 человека (831 мужчина и 652 женщины), 163 числились безработными (67 мужчин и 96 женщин). Среди 763 трудоспособных неактивных граждан 201 были учениками либо студентами, 285 — пенсионерами, а ещё 277 — были неактивны в силу других причин.
На протяжении 2010 года в коммуне числилось 1502 облагаемых налогом домохозяйства, в которых проживало 3671,5 человек. При этом медиана доходов составила 21 тысяча 302 евро на одного налогоплательщика.